# Umar Abd ar-Razzaq
Umar Abd ar-Razzaq (arabisch عمر عبد الرزاق, DMG ʿUmar ʿAbd ar-Razzāq; auch: Omar Abd al-Razaq, Abed Rayek; * 1958 in Salfit) ist ein palästinensischer Ökonom und Politiker (Hamas). Er war im Jahr 2006 kurzzeitig Finanzminister der Palästinensischen Autonomiebehörde.

## Leben
Umar Abd ar-Razzaq entstammt einer Bauernfamilie. Er besuchte das Gymnasium in Salfit und promovierte 1986 in den USA an der University of Iowa. Anschließend arbeitete als Professor für Wirtschaftswissenschaften an der Universität Nablus, bevor er am 29. März 2006 zum Finanzminister der Palästinensischen Autonomiebehörde berufen wurde. Am 29. Juni 2006 wurde Umar Abd ar-Razzaq von Israel zusammen mit 63 weiteren Hamas-Mitgliedern im Rahmen der „Operation Sommerregen“ verhaftet und 2008 freigelassen.